# Madagascar nos Jogos Olímpicos de Verão de 1968
Madagascar competiu nos Jogos Olímpicos de Verão de 1968 na Cidade do México, México.

## Resultados por Atleta

### Atletismo
- Jean Ravelomanantsoa
  - 100 m masculino

1. Primeira Eliminatória: 10.2 s
2. Segunda Eliminatória: 10.2 s
3. Semifinal: 10.2 s
4. Final: 10.2 s (→ 8º lugar)

- - 200 m masculino — Primeira Eliminatória: 21.5 s (não avançou)

- Fernand Tovondray
  - 110 m com barreiras — Primeira Eliminatória: 14.9 s (não avançou)
  - Salto em altura — Classificatória: 2.03 m (não avançou)

- Dominique Rakotarahalahy
  - Salto com vara — não começou

### Ciclismo
- Solo Razafinarivo
  - Perseguição individual — não começou
  - Estrada individual masculino — não começou